# Fearless (Terri Clark)
Fearless è il quarto album in studio della cantante canadese Terri Clark, pubblicato il 19 settembre 2000 dalla Mercury Nashville.

## Tracce
1. No Fear – 3:58 (Terri Clark, Mary Chapin Carpenter)
2. Sometimes Goodbye – 4:09 (Terri Clark, Beth Nielsen Chapman, Annie Roboff)
3. Take My Time – 3:46 (Terri Clark, Angelo Petraglia)
4. Empty – 4:16 (Terri Clark, Gary Butler)
5. Getting There – 3:08 (Terri Clark, Gary Burr)
6. Easy From Now On – 3:40 (Carlene Carter, Susanna Clark)
7. A Little Gasoline – 3:08 (Dean Miller, Tammy Rogers)
8. The Last Thing I Wanted – 3:32 (Mary Chapin Carpenter, Kim Richey)
9. To Tell You Everything – 3:16 (Terri Clark, Mary Chapin Carpenter)
10. The Real Thing – 3:29 (Terri Clark, Angelo Petraglia)
11. Midnight's Gone – 3:51 (Terri Clark, Gary Burr)
12. Good Mother – 4:56 (Robert Foster, Jann Arden)

## Classifiche
| Classifica (2000) | Posizione massima |
| ----------------- | ----------------- |
| Stati Uniti       | 85                |